# A Napkirálynő
A Napkirálynő (eredeti cím: La Reine Soleil) 2007-ben bemutatott francia–belga–magyar koprodukcióban készült 2D-s számítógépes animációs film, amely Christian Jacq regénye alapján készült.
Ősbemutatója 2007. március 13-án volt Kairóban, majd két héttel rá országszerte a mozikba került Egyiptomban, amit április 4-én a francia, augusztus 15-én a belga, és végül 2008. február 14-én a magyar bemutató követett. Oroszországban DVD-n jelent meg 2007. augusztus 23-án.

## Cselekmény
Egyiptom, a Krisztus előtti 14. század. Ekhnaton fáraó, aki a Napra istenként tekint. Théba városát hátrahagyja, hogy egy új fővárost építsen, melyet a Nap Városának nevez el. Tizennégy éves lánya, az élénk és nyughatatlan Ankhesa hercegnő unottnak érzi magát távol anyjától, Nofertititől, így a szigorú szabályokat áthágva álruhában a piacra jár felfedezni a fáraói palotán kívüli világot. Kalandozásai során megtudja, hogy Karnakban a papok összeesküvést szőnek apja ellen, miközben a birodalom határát nomád harcosok fenyegetik. Ankhesa macskája, és a kezét megkérni érkezett Tut herceg társaságában szökni kényszerül, az irányt pedig anyjához veszi.

## Szereplők
| Szereplő      | Eredeti hang         | Magyar hang     |
| ------------- | -------------------- | --------------- |
| Akhesa        | Coralie Vanderlinden | Böhm Anita      |
| Tut herceg    | David Scarpuzza      | Markovics Tamás |
| Ehnaton       | Arnaud Léonard       | Csankó Zoltán   |
| Dzsószer      | Martin Spinhayer     | Varga Gábor     |
| Horemheb      | Mathieu Moreau       | Dányi Krisztián |
| Maja          | Nathalie Homs        | Halász Aranka   |
| Mahou         | Jean-Marc Delhausse  | Faragó András   |
| Gülmekiz      | Philippe Allard      | Háda János      |
| Zananza       | Philippe Allard      | Zámbori Soma    |
| Meritaton     | Alexandra Corréa     | Törtei Tünde    |
| Nofertiti     | Catherine Conet      | Kovács Nóra     |
| Barka         | Philippe Résimont    | Forgács Gábor   |
| Aj            | Gérard Duquet        | Ujréti László   |
| Szeneb        | Patrick Donnay       | Papp János      |
| Sogoth        | Daniel Dury          | Varga Tamás     |
| Öreg          | N/A                  | Verebély Iván   |
| Részeges öreg | N/A                  | Versényi László |

## Televíziós megjelenések
- M2, M1